# Чемпионат России по боксу 2009
Чемпионат России по боксу 2009 года проходил в городе Ростов-на-Дону с 15 по 22 ноября.

## Медалисты
| Весовая категория | Золото                                  | Серебро                                   | Бронза                                                                   |
| ----------------- | --------------------------------------- | ----------------------------------------- | ------------------------------------------------------------------------ |
| до 49 кг          | Бэлик Галанов Калужская область         | Радик Загитов Башкортостан                | Александр Самойлов Якутия Виктор Верещагин Кемеровская область           |
| до 51 кг          | Михаил Алоян Новосибирск                | Георгий Балакшин Якутия                   | Алихан Авторханов Чечня Гайрбек Гермаханов Дагестан                      |
| до 54 кг          | Вислан Далхаев Дагестан                 | Евгений Аверин Тамбовская область         | Владимир Никитин Республика КомиРафик Магеррамов Красноярск              |
| до 57 кг          | Сергей Водопьянов Москва                | Руслан Камилов ХМАО                       | Радмир Абдурахманов Москва Дмитрий Полянский Белгородская область        |
| до 60 кг          | Альберт Селимов Дагестан                | Леонид Костылёв Башкортостан              | Семён Гривачёв Московская область Артур Ганеев Челябинская область       |
| до 64 кг          | Александр Соляников Челябинская область | Сергей Шигашев Московская область         | Александр Беспутин Красноярский край Александр Иванов Московская область |
| до 69 кг          | Александр Клинков Хабаровский край      | Ислам Эдисултанов Чечня                   | Олег Езгиндаров Ростовская область Давид Арустамян Москва                |
| до 75 кг          | Артём Чеботарёв Московская область      | Максим Газизов Свердловская область       | Александр Зубков Бурятия Алексей Кадочников Санкт-Петербург              |
| до 81 кг          | Никита Иванов Московская область        | Эдуард Якушев Иркутская область           | Дмитрий Кадейкин Московская область Павел Быков Новосибирская область    |
| до 91 кг          | Евгений Романов Волгоградская область   | Спартак Бахтияров Калининградская область | Сергей Калчугин Москва Магомед Омаров Дагестан                           |
| свыше 91 кг       | Нияз Файзуллин Башкортостан             | Максим Бабанин Волгоградская область      | Денис Сергеев Владимирская область Сергей Кузьмин Санкт-Петербург        |